# Абраево
Абраево (баш. Абрай) — деревня в Чишминском районе Республики Башкортостан Российской Федерации. Входит в состав Чувалкиповского сельсовета.

## География

### Географическое положение
Расстояние до:
- районного центра (Чишмы): 34 км,
- ближайшей ж/д станции (Шингак-Куль): 17 км.

## История
Деревня была основана в 1736 году мишарями на вотчинных землях башкир Кырк-Уйле-Минской волости Ногайской даруги по договору о припуске. В 1759 году на тех же условиях здесь поселились ясачные татары, которые позже вошли в сословие тептярей.
Она также была известна под названием Ибраево (Ибрай).
Согласно «Списку населенных мест по сведениям 1870 года», изданному в 1877 году, деревня Абраева находилась в 1-м стане Уфимского уезда Уфимской губернии, при речке Кизяк, по правую сторону почтового тракта из Уфы в Оренбург, недалеко от реки Дёмы. Расстояние до Уфы составляло 55 верст, а до ближайшей становой квартиры в деревне Берсюванбаш — 15 верст.
В деревне насчитывалось 114 дворов и проживало 625 человек (298 мужчин и 327 женщин, башкиры и тептяри). Имелись мечеть, училище и водяная мельница. Основными занятиями жителей были пчеловодство и плетение лаптей.

## Население
| 2002 | 2009 | 2010 |
| ---- | ---- | ---- |
| 327  | ↗331 | ↘320 |

Национальный состав
Согласно переписи 2002 года, преобладающая национальность — татары (90 %).